# Griswoldia natalensis
Griswoldia natalensis is een spinnensoort uit de familie van de Zoropsidae.
De wetenschappelijke naam van de soort werd in 1938 als Campostichomma natalense gepubliceerd door Reginald Frederick Lawrence.